# Huib Luns
Hubert Marie (Huib) Luns (Parijs, 6 juni 1881 - Amsterdam, 24 februari 1942) was een Nederlands kunstschilder, beeldhouwer, tekenaar en schrijver van boeken over de Nederlandse schilderkunst. Hij was tevens boekbandontwerper, onder andere van zijn eigen serie reisboeken. Daarnaast ontwierp hij penningen.

## Leven en werk
Luns, telg uit het geslacht Luns, werd geboren als derde kind van Theodorus Bernhardus Johannes Luns en Elisabeth Wijs; hij was een broer van de toneelregisseur Frank Luns (1886-1936). Hij kreeg tekenles van Antoon en Theo Molkenboer, ging naar de Rijksnormaalschool voor Teekenonderwijzers in Amsterdam en liep vervolgens stage aan de Rijksakademie van beeldende kunsten.
Luns ging in Brussel aan de slag als kunstschilder en werd lid van genootschap Pour l'Art. In 1908 werd hij hoofdleraar aan de Academie voor Beeldende Kunsten en Technische Wetenschappen in Rotterdam. Hij gaf vijf jaar lang leiding aan Koninklijke School voor Kunst, Techniek en Ambacht in 's-Hertogenbosch. Vanaf 1923 was hij directeur van de Rijksnormaalschool, als opvolger van W.B.G. Molkenboer (de vader van Antoon en Theo). Tot zijn leerlingen behoorden Gesina Boevé, Kuno Brinks, Rachel Fernhout-Pellekaan, Wim van de Plas, Leo Ponse, Everardus Warffemius en Wim van Woerkom. Luns werd in 1931 hoogleraar aan de Technische Hogeschool Delft (tekenen en geschiedenis schilder- en beeldhouwkunst). Hij gaf vele lezingen en schreef een aantal boeken over kunst. In al die jaren is hij blijven werken als kunstenaar.
Huib Luns dong in 1904 mee naar de Prix de Rome, evenals zijn vriend de schilder Jan Sluijters. De laatste won.
Luns trouwde op 14 april 1909 met Harriet Anna Paula Maria Louvrier (1889-1977). Zij kregen zes kinderen, onder wie de schilder Theo Luns en de minister van Buitenlandse Zaken en secretaris-generaal van de NAVO Joseph Luns.
Vanaf 1938 tot aan zijn overlijden was hij bestuurder van Museum Paul Tetar van Elven in Delft. In dat kader gaf hij regelmatig lezingen.

## Werken in musea
- Drents Museum (tekeningen, prenten, penningen)
- Noordbrabants Museum
- Vughts Museum
- Faculteit Bouwkunde T.H. Delft
- Museum of Fine Arts Boston (litho)
- Amsterdam Museum (schilderijen)
- Rijksdienst voor het Cultureel Erfgoed (schilderijen)

## Galerie

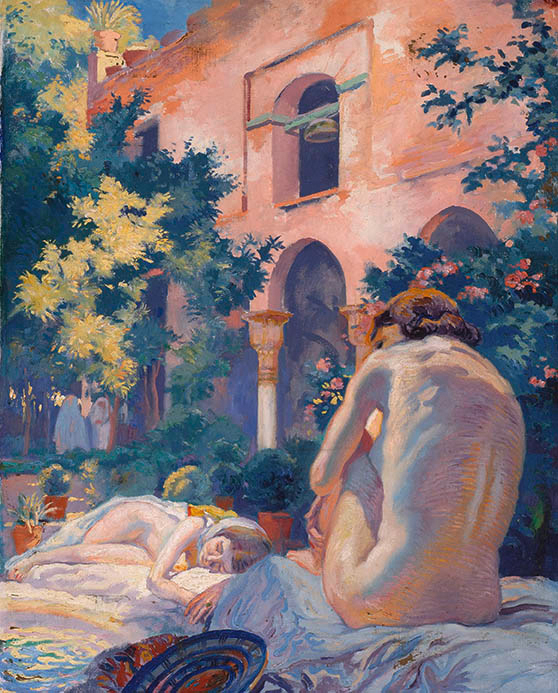
Zittend en liggend naakt
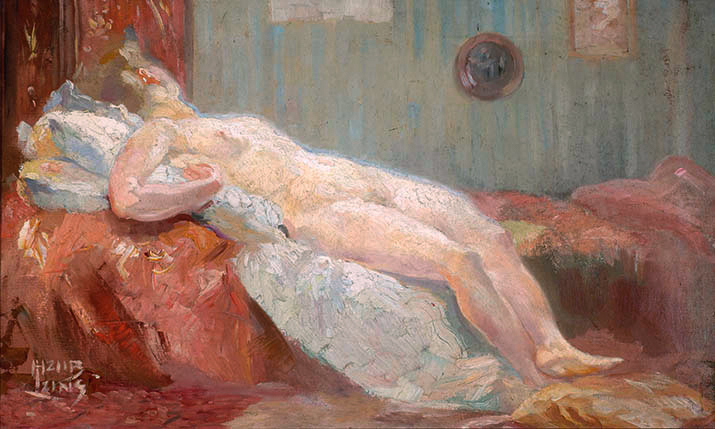
Liggend naakt

Portretten

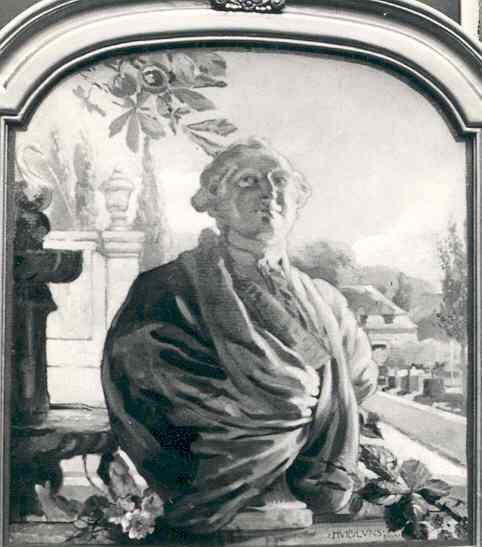
Portret van Louis XVI van Frankrijk, 1912
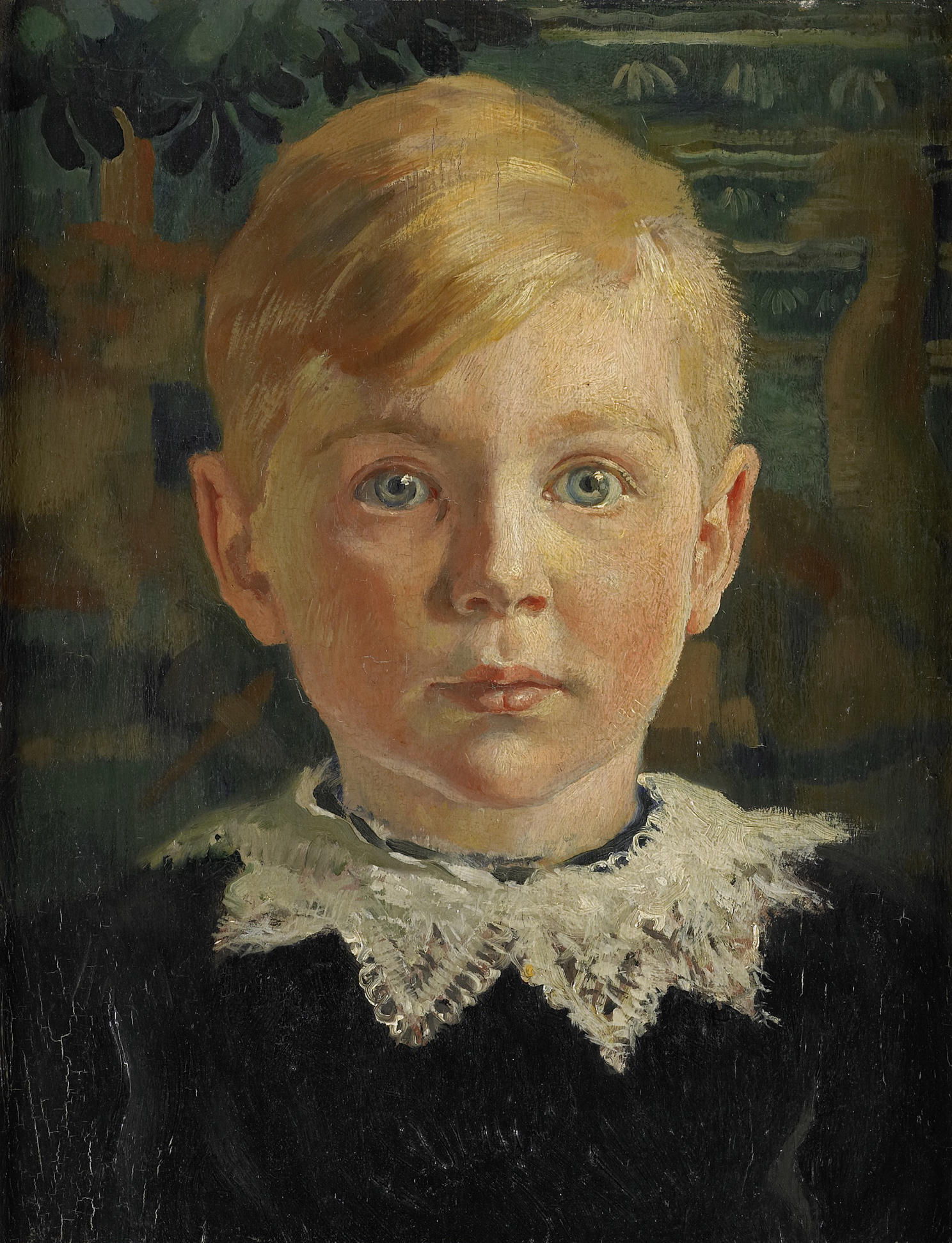
Jeugdportret van Joseph Luns, 1914-1915
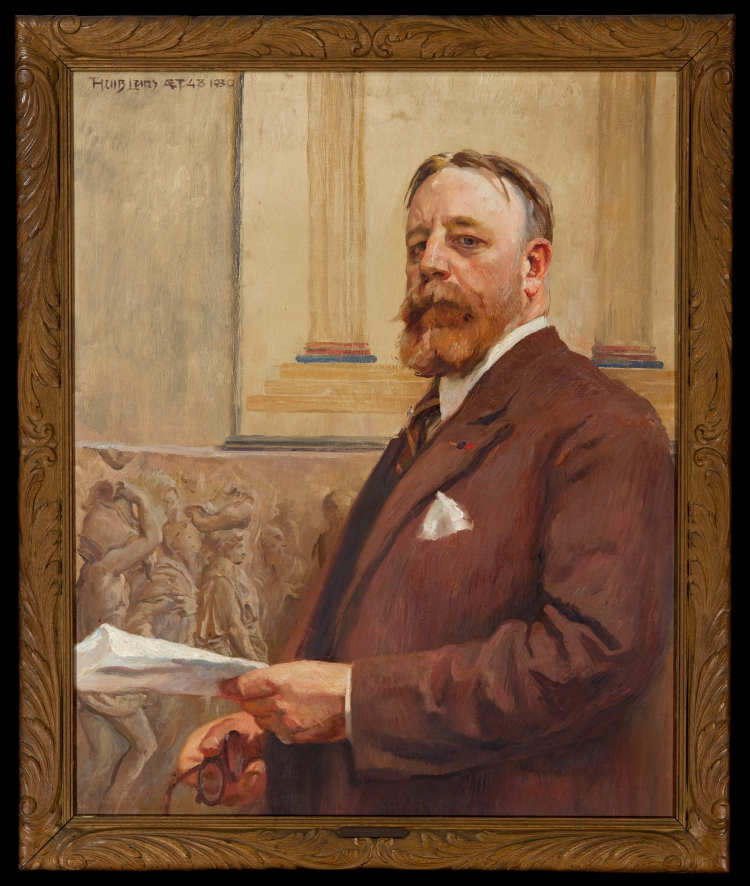
Zelfportret, 1930
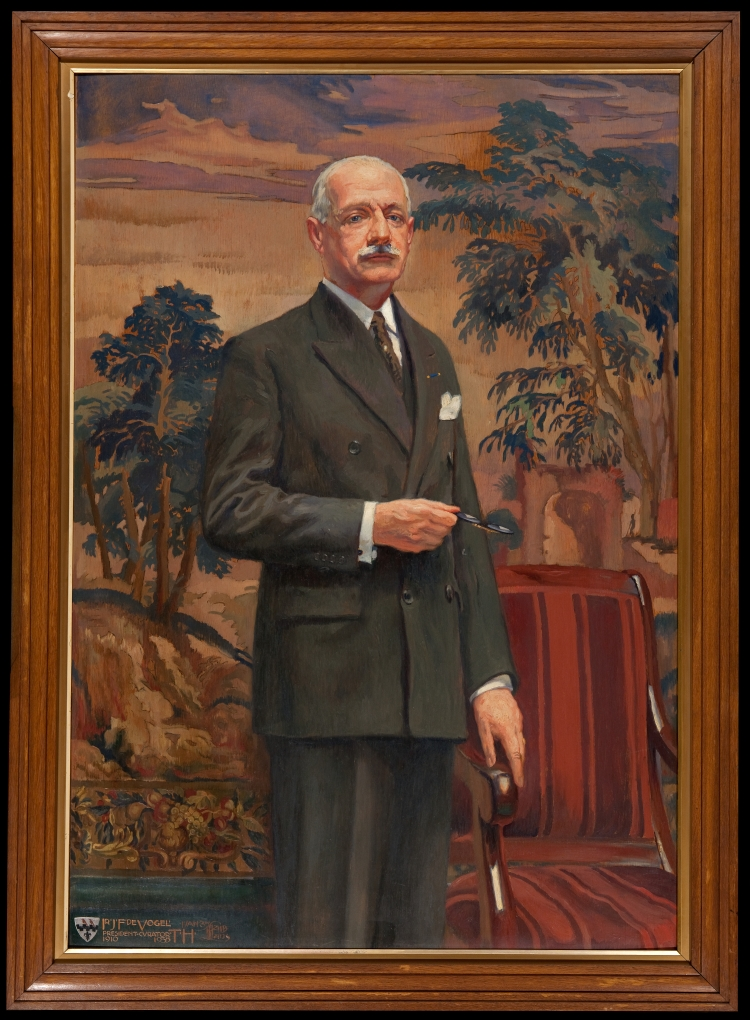
Portret van ir. J.F. de Vogel, 1935
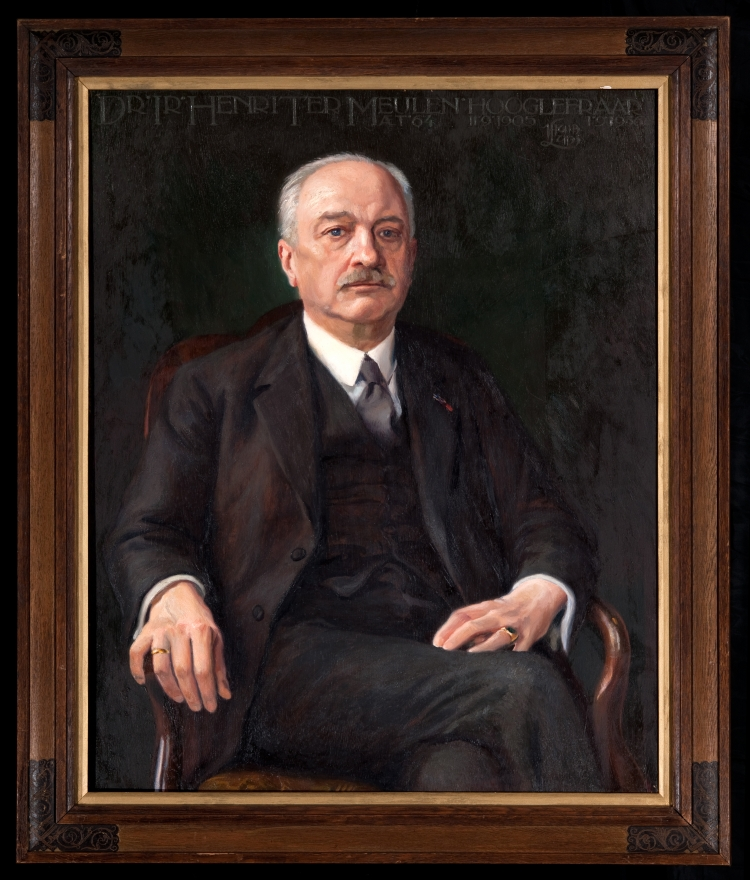
Portret van Henri ter Meulen, 1936
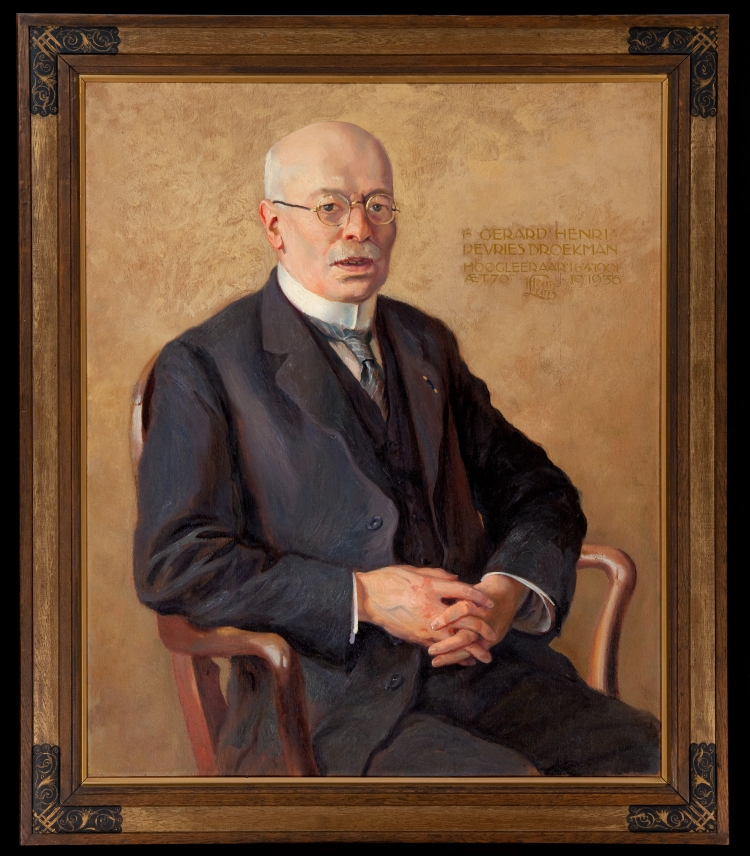
Portret van Ir. G.H. de Vries Broekman, 1936
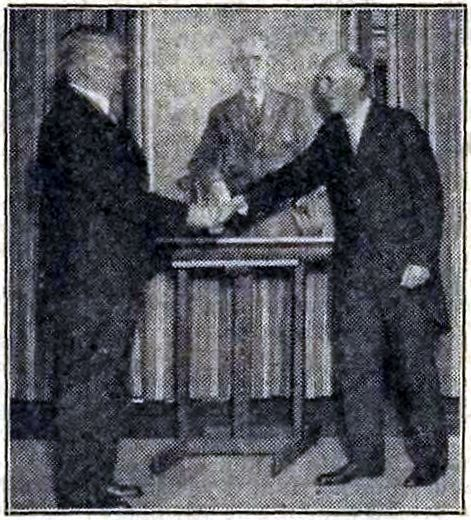
N.C. Kist met een portret van Luns bij zijn afscheid in Delft, 1937
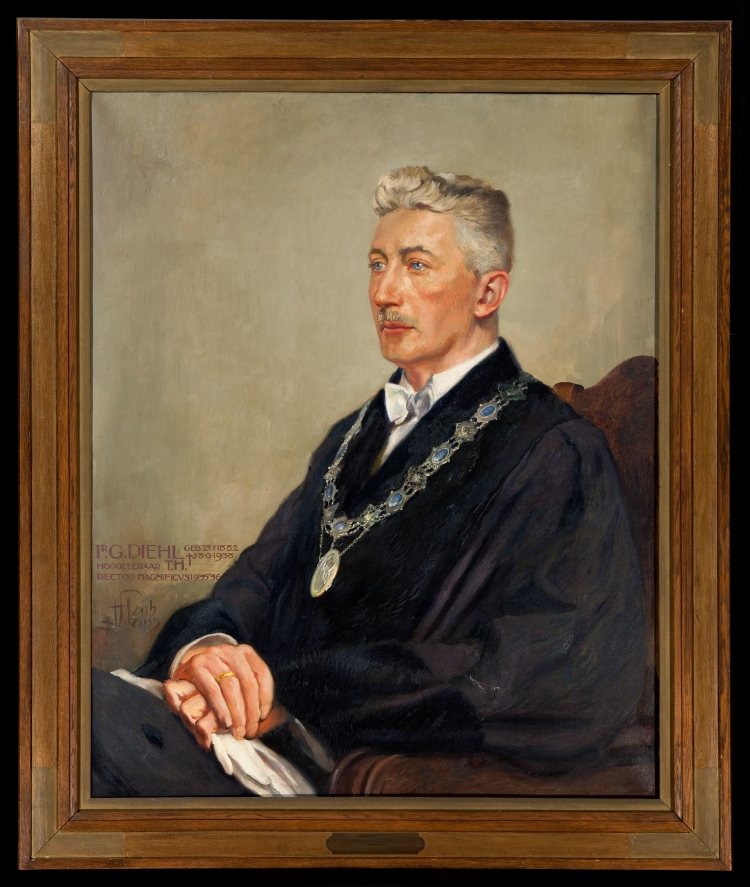
Portret van Gerardus Diehl, 1938

Sculpturen

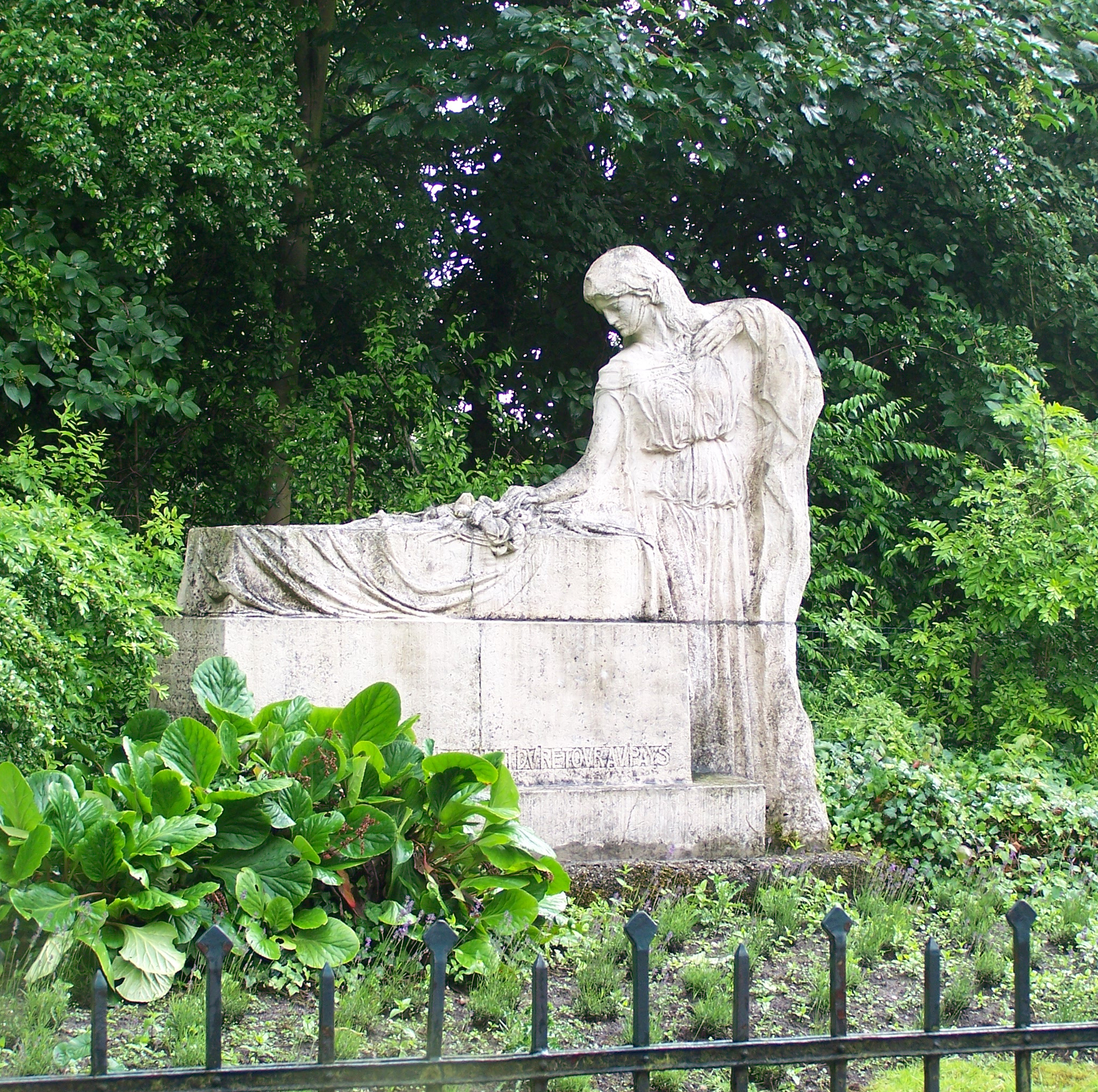
Gedenkteken Franse vluchtelingen in de Eerste Wereldoorlog
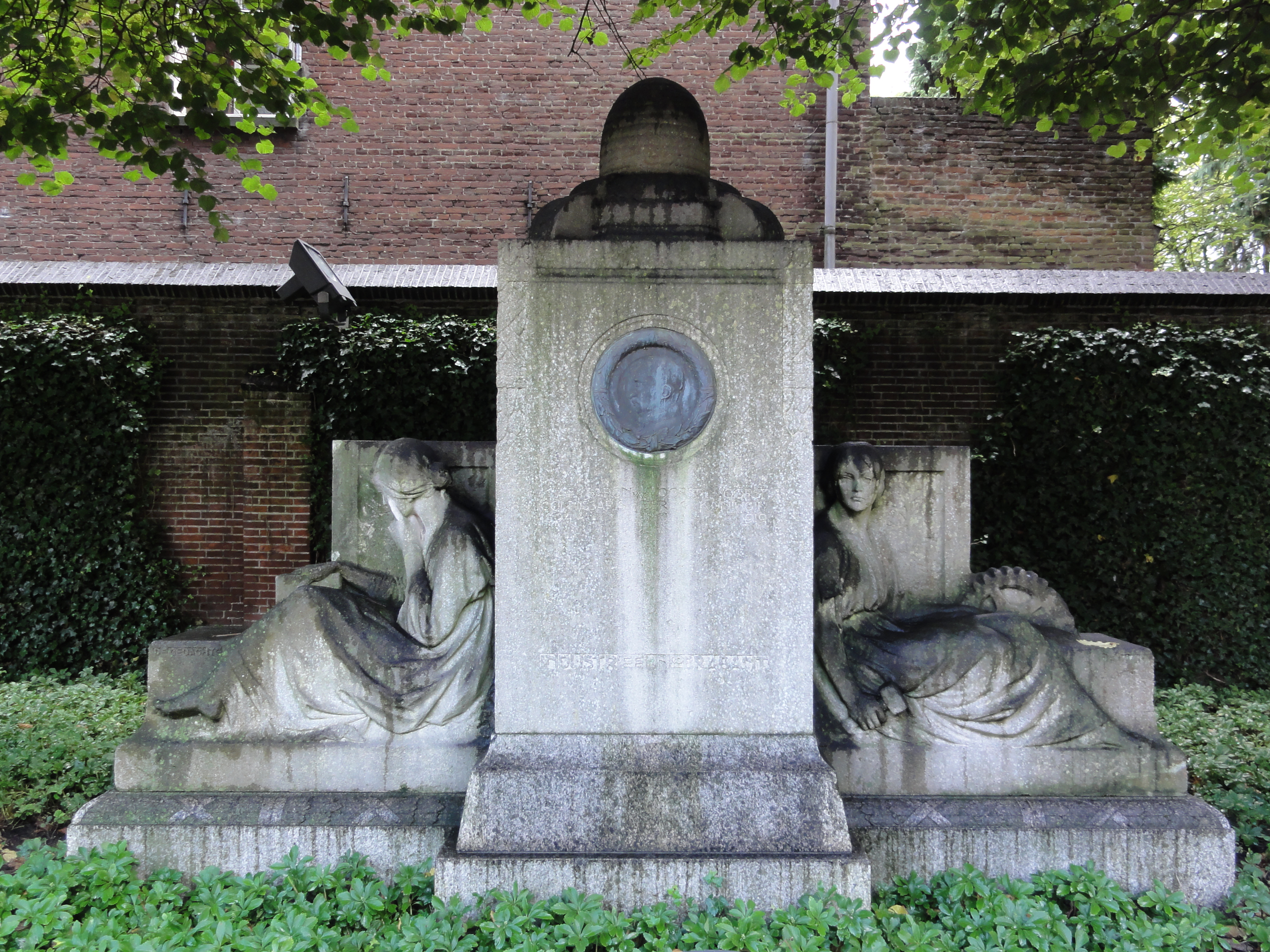
Monument voor Arthur van Voorst tot Voorst (algehele opzet en portretmedaillon)